# Seymeria deflexa
Seymeria deflexa är en snyltrotsväxtart som beskrevs av Eastwood. Seymeria deflexa ingår i släktet Seymeria och familjen snyltrotsväxter. Inga underarter finns listade i Catalogue of Life.